# Stagetus euphorbiae
Stagetus euphorbiae is een keversoort uit de familie klopkevers (Anobiidae). De wetenschappelijke naam van de soort is voor het eerst geldig gepubliceerd in 1971 door Israelson.